# 固始站
固始站是宁西铁路上的一座车站，位于河南省固始县段集镇，隶属于中国铁路武汉局集团，现为三等站。车站距固始县城约30公里，距西安站822公里，距南京站333公里。

## 车站设施
车站设基本站台1座，岛式站台1座，合计3个站台面，到发线3条、正线2条，候车室1座，另有售票处、行包房及卫生间等服务设施。
- 售票处内的自动售票机
- 候车室内的旅客服务台
- 进行了加高改造1站台

## 使用情况
固始站可办理旅客乘降、行包托运、货运整车到发等业务。
客运方面，现有18趟列车停车办客，春运时加开上海－信阳等临客。年发送、到达旅客分别为6.5万、8.5万人次
自2016年9月17日起，固始县财政开始对固始站乘降旅客进行现金补贴，政策施行后车站客流增幅明显，10月7日国庆节返程日发送旅客1124人，创下历史记录。补贴政策原定于2019年9月10日取消，后延长至2020年9月16日终止。

### 过路列车目的地
| 列车所属路局   | 目的地                   |
| -------------- | ------------------------ |
| 上海局集团     | 寧波、西安               |
| 呼和浩特局集团 | 杭州、呼和浩特           |
| 兰州局集团     | 寧波、溫州、蘭州         |
| 郑州局集团     | 南陽、上海南、洛陽、寧波 |
| 成都局集团     | 成都、上海、重慶西       |
| 青藏集团       | 西寧、杭州               |

## 车站历史
- 2004年1月7日，随宁西铁路西合段建成通车而启用。
- 2006年4月18日，开通客运。
- 2007年5月15日，由南昌铁路局管辖改为由武汉铁路局管辖。[6]
- 2012年10月，宁西铁路增建第二线工程开工。[7]
- 2013年9月，车站改造工程开工。[8]
- 2015年10月31日，宁西二线固始站至上海/武汉铁路局局界段线路一次性开通。[9]
- 2015年12月15日，宁西二线武汉铁路局管段全面开通。[7]
- 2016年1月10日，调整运行图并增开9趟旅客列车，办理客运业务的图定车次达到19趟。[10]